# Calyptommatus
Calyptommatus is een geslacht van hagedissen uit de familie Gymnophthalmidae.
De groep werd voor het eerst wetenschappelijk beschreven door Miguel Trefaut Rodrigues in 1991. Er zijn vier soorten die voorkomen in delen van Zuid-Amerika en endemisch leven in Brazilië.

## Soortenlijst
| Soorten uit het geslacht Calyptommatus | Soorten uit het geslacht Calyptommatus | Soorten uit het geslacht Calyptommatus |
| -------------------------------------- | -------------------------------------- | -------------------------------------- |
| Naam                                   | Auteur                                 | Verspreidingsgebied                    |
| Calyptommatus confusionibus            | Rodrigues, Zaher & Curcio, 2001        | Brazilië (Piauí)                       |
| Calyptommatus leiolepis                | Rodrigues, 1991                        | Brazilië (Bahia)                       |
| Calyptommatus nicterus                 | Rodrigues, 1991                        | Brazilië (Bahia)                       |
| Calyptommatus sinebrachiatus           | Rodrigues, 1991                        | Brazilië (Bahia)                       |